# إرلند داهل رايتان
إرلند داهل رايتان (بالبوكمول: Erlend Dahl Reitan) هو لاعب كرة قدم نرويجي في مركز الدفاع، ولد في 11 سبتمبر 1997 في تروندلاغ في النرويج. شارك مع منتخب النرويج تحت 21 سنة لكرة القدم. أما مع النوادي، فقد لعب مع نادي روسنبورغ.

## وصلات خارجية
- إرلند داهل رايتان على موقع اتحاد النرويج (النرويجية)
- إرلند داهل رايتان على موقع قاعدة بيانات كرة القدم.إي يو (الإنجليزية)
- إرلند داهل رايتان على موقع Soccerway.com (الإنجليزية)
- إرلند داهل رايتان على موقع AS.com (الإسبانية)